# Giovanni Battista Pallavicino
Giovanni Battista Pallavicino (Génova, 1480 - Roma, 13 de agosto de 1524) fue un eclesiástico italiano. 

## Biografía
Hijo de Cipriano Pallavicino y Bianca Gattilusi, pertenecientes al patriciado de Génova, se educó bajo la tutela de su tío Antonio, para después doctorarse en leyes en la Universidad de Padua.
Fue deán de Orense, abad in commendam de varios monasterios dispersos por Italia, obispo de Cavaillon desde 1507, participante en el Concilio de Letrán V, abreviador y canónigo de Como. 
León X le creó cardenal presbítero de San Apolinario en el consistorio celebrado en julio de 1517; en tal condición participó en los cónclaves de 1521 y 1523 en que fueron elegidos papas Adriano VI y Clemente VII. 
Muerto en Roma a los 44 años de edad, fue sepultado en la iglesia de Santa María del Popolo.  